# Lotus Mk3
La Lotus Mark III era una vettura monoposto da competizione costruita da Colin Chapman per competere nelle gare della formula 750 Motor Club.
Nel 1951 Chapman iniziò a concentrarsi sulle vetture per le gare in circuito piuttosto che per quelle trial. Decise quindi di gareggiare nella formula 750 Motor Club ed ancora una volta scelse di utilizzare, come base per la Mark III, la Austin 7. Per rispettare le regole di questo campionato Chapman doveva mantenere il telaio, il motore e il cambio della Austin che però vennero modificati sempre rispettando i limiti del regolamento. Chapman venne aiutato da Nigel e Michael Allen. Le traverse del telaio vennero scatolate e furono aggiunte dei montanti crociati che aumentavano la resistenza torsionale. Su questo telaio venne montata una carrozzeria molto pulita a due posti dal peso di soli 29,5 chilogrammi. Il motore venne modificato in modo da aumentare la potenza.
Nonostante l'aspetto della vettura la facesse sembrare fragile si dimostrò sorprendentemente veloce e ne venne chiesta la produzione di altri esemplari quali, per esempio, la Mark IIIB, una versione migliorata costruita per Adam Currie. Alla fine della stagione la Mark III si dimostrò la migliore automobile per la formula 750 di tutta la nazione.
In quel periodo Chapman era impiegato nella British Aluminium e costruiva le sue vetture di notte e le portava in gara, anche grazie all'aiuto di alcuni volontari, nei fine settimana. Le prestazioni e le richieste di altri esemplari della Mark III fecero sì che l'anno successivo Chapman, insieme a Michael Allen, decidesse di fondare la Lotus Engineering Company.